# Dobartsé
Dobartsé (en macédonien Добарце ; en albanais Dëbërca) est un village du nord-ouest de la Macédoine du Nord, situé dans la municipalité de Jelino. Le village comptait 1695 habitants en 2002. Il est majoritairement albanais.

## Démographie
Lors du recensement de 2002, le village comptait :
- Albanais : 1 692
- Macédoniens : 1
- Autres : 2